# Fellingsbro
Fellingsbro är en tätort i Lindesbergs kommun.

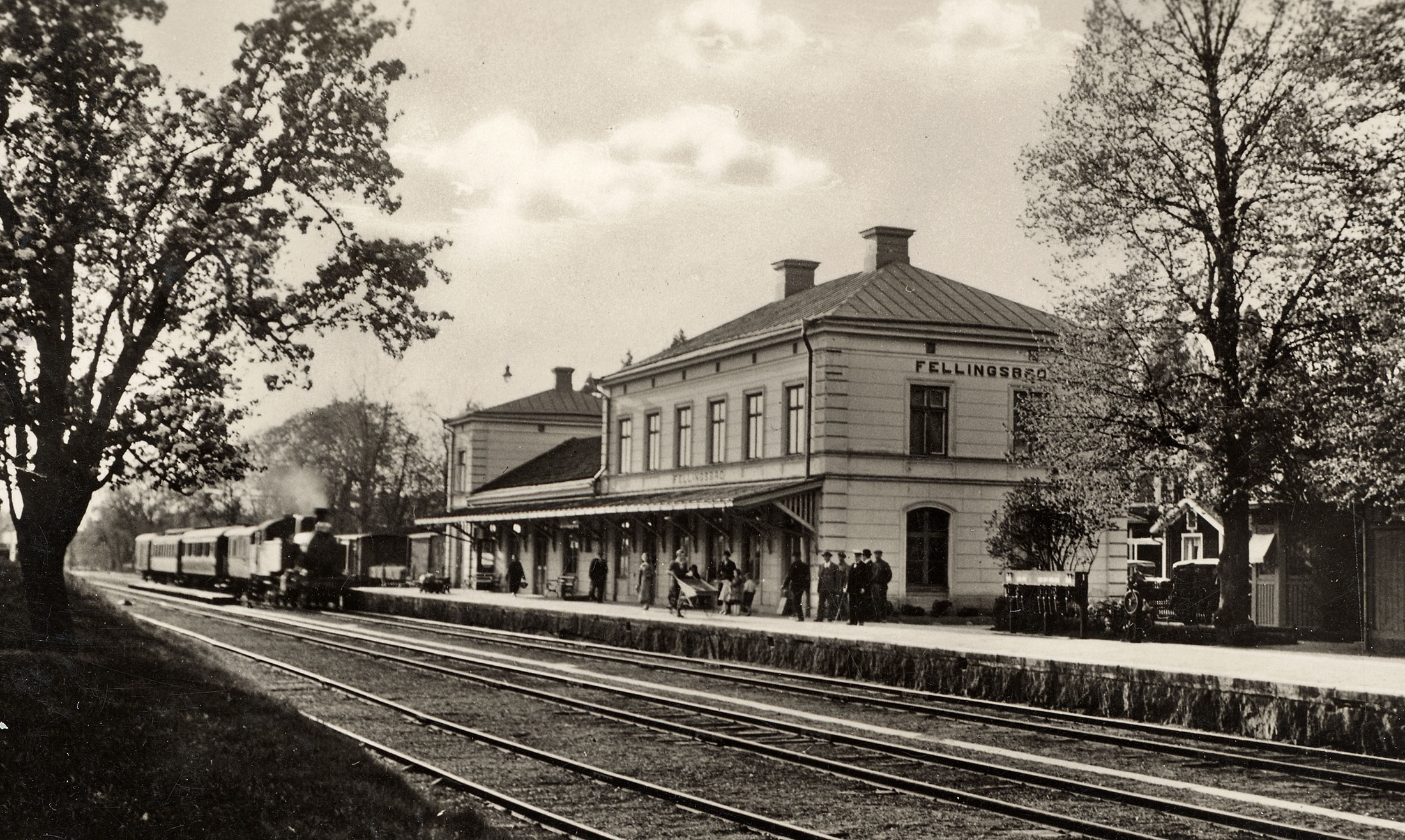
Järnvägsstationen på ett vykort från 1930-talet.

## Historia
Tätorten Fellingsbro uppstod som ett stationssamhälle vid Köping-Hults Järnväg som öppnades för trafik i mitten av 1800-talet. Efter att den nya delsträckan av Mälarbanan mellan Arboga och Örebro invigdes 1997, upphörde persontrafiken vid järnvägsstationen i Fellingsbro. Den gamla järnvägssträckningen förbi Fellingsbro används fortfarande för godstrafik samt enstaka passerande persontåg.
Fellingsbro ligger i Fellingsbro socken och ingick efter kommunreformen 1862 i Fellingsbro landskommun. I denna inrättades för orten  8 december 1911 Fellingsbro municipalsamhälle som upplöstes 31 december 1957.

### Befolkningsutveckling
| Befolkningsutvecklingen i Fellingsbro 1960–2020 | Befolkningsutvecklingen i Fellingsbro 1960–2020 | Befolkningsutvecklingen i Fellingsbro 1960–2020 | Befolkningsutvecklingen i Fellingsbro 1960–2020 | Befolkningsutvecklingen i Fellingsbro 1960–2020 |
| ----------------------------------------------- | ----------------------------------------------- | ----------------------------------------------- | ----------------------------------------------- | ----------------------------------------------- |
|                                                 |                                                 |                                                 |                                                 |                                                 |
| År                                              |                                                 |                                                 | Folkmängd                                       | Areal (ha)                                      |
| 1960                                            | 1960                                            |                                                 | 1 423                                           |                                                 |
| 1965                                            | 1965                                            |                                                 | 1 668                                           |                                                 |
| 1970                                            | 1970                                            |                                                 | 1 809                                           |                                                 |
| 1975                                            | 1975                                            |                                                 | 1 880                                           |                                                 |
| 1980                                            | 1980                                            |                                                 | 2 062                                           |                                                 |
| 1990                                            | 1990                                            |                                                 | 1 835                                           | 232                                             |
| 1995                                            | 1995                                            |                                                 | 1 732                                           | 232                                             |
| 2000                                            | 2000                                            |                                                 | 1 516                                           | 232                                             |
| 2005                                            | 2005                                            |                                                 | 1 485                                           | 232                                             |
| 2010                                            | 2010                                            |                                                 | 1 384                                           | 230                                             |
| 2015                                            | 2015                                            |                                                 | 1 475                                           | 215                                             |
| 2020                                            | 2020                                            |                                                 | 1 432                                           | 223                                             |
|                                                 |                                                 |                                                 |                                                 |                                                 |

## Samhället
Fellingsbro består av en liten kärna av bebyggelse med huvudsakligen villaområden runt järnvägen, i övrigt finns mest åkermark.
Ett par kilometer norr om samhället ligger Fellingsbro kyrka.
Fellingsbro folkhögskola ligger här.
Strax norr om Fellingsbro finns Sveriges enda stupa. Den är 11 meter hög och invigdes år 1988 av Dalai Lama.

### Bankväsende
Fellingsbro församlings sparbank grundades 1855 och uppgick år 1970 i Bergslagens sparbank.
En folkbank för Fellingsbro, Fellingsbro folkbank, grundades den 9 februari 1876. Folkbanken bytte namn till Fellingsbro kreditkassa år 1905. Kreditkassan övertogs sedermera av Svenska Handelsbanken. Även Mälareprovinsernas bank hade kontor i Fellingsbro; även denna bank övertogs av Handelsbanken.
Handelsbanken stängde sitt kontor den 25 november 2016. Därefter fanns sparbanken kvar på orten.

## Personer med anknytning till orten Fellingsbro
- Olof Ekman (präst)
- Peter Paul Heinemann, läkare "radiodoktorn"
- C E Johansson "Mått-Johansson", ingenjör, uppfinnare, skapare av kombinationsmåttsatsen.
- Erik Hjalmar Linder, författare
- Carl Olof Erik Lindin, konstnär
- Gustaf Sundelin, talman i Sveriges riksdag

## Bilder

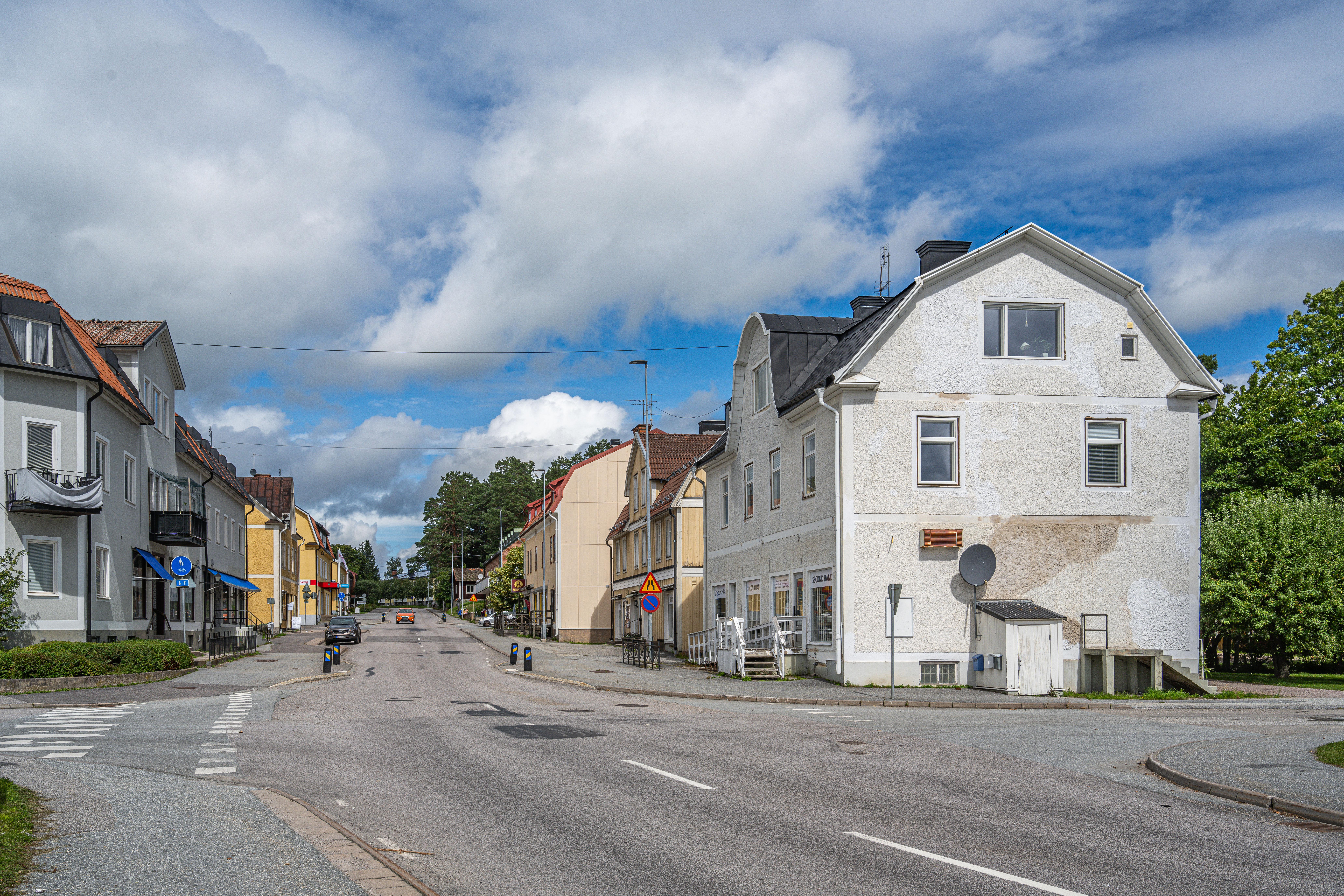
Bergsvägen mot norr.
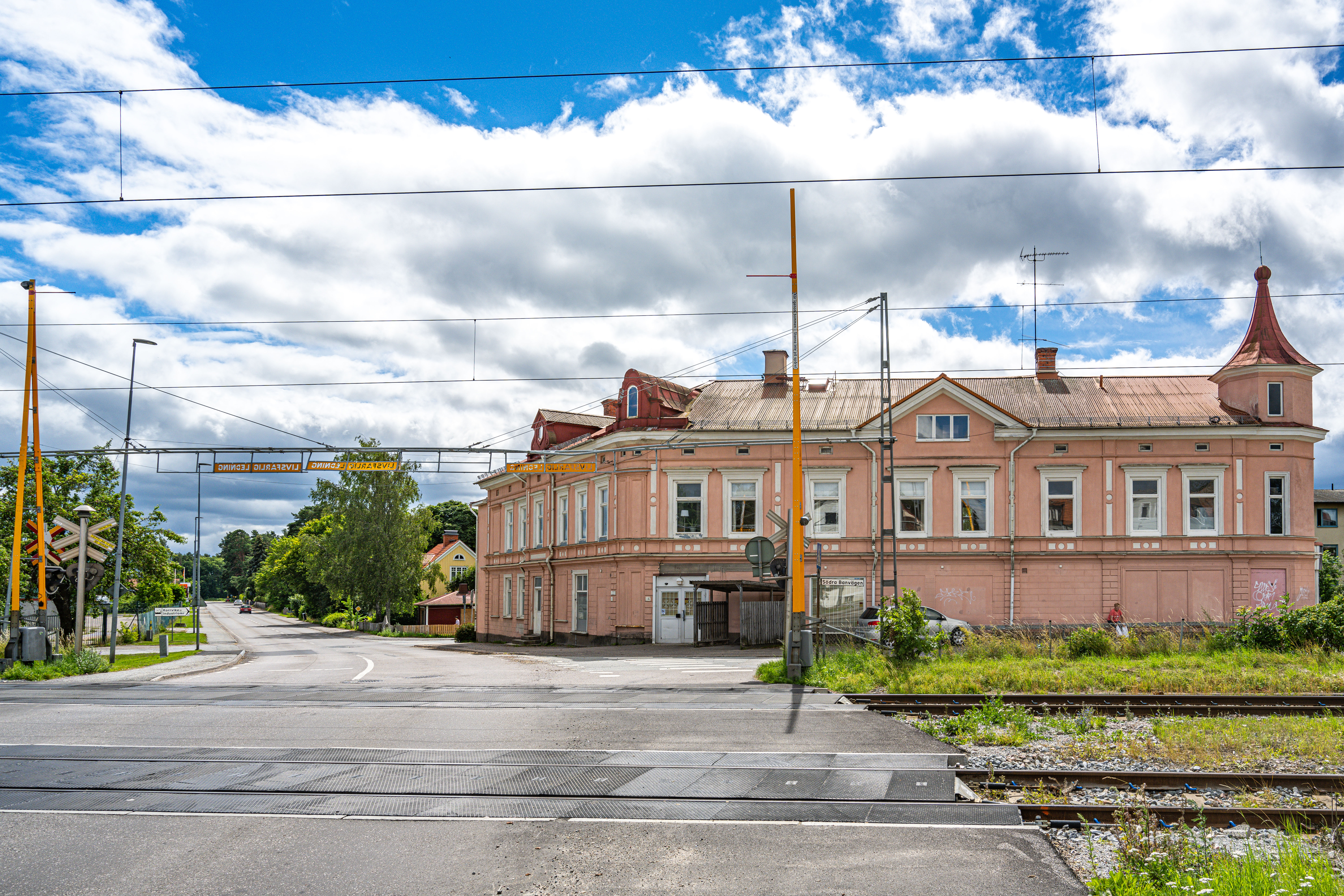
Bergsvägen mot söder.
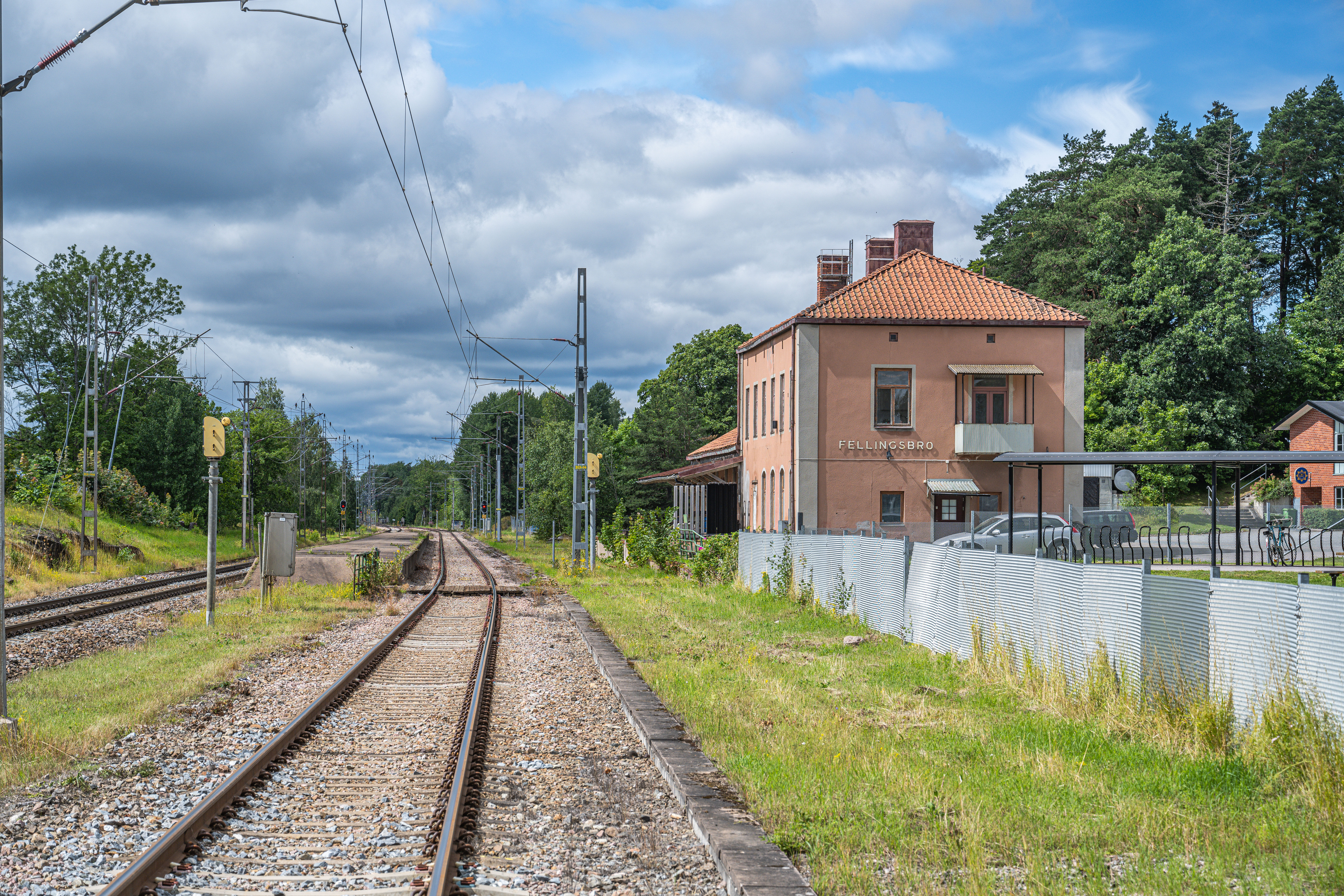
Före detta järnvägsstationen.
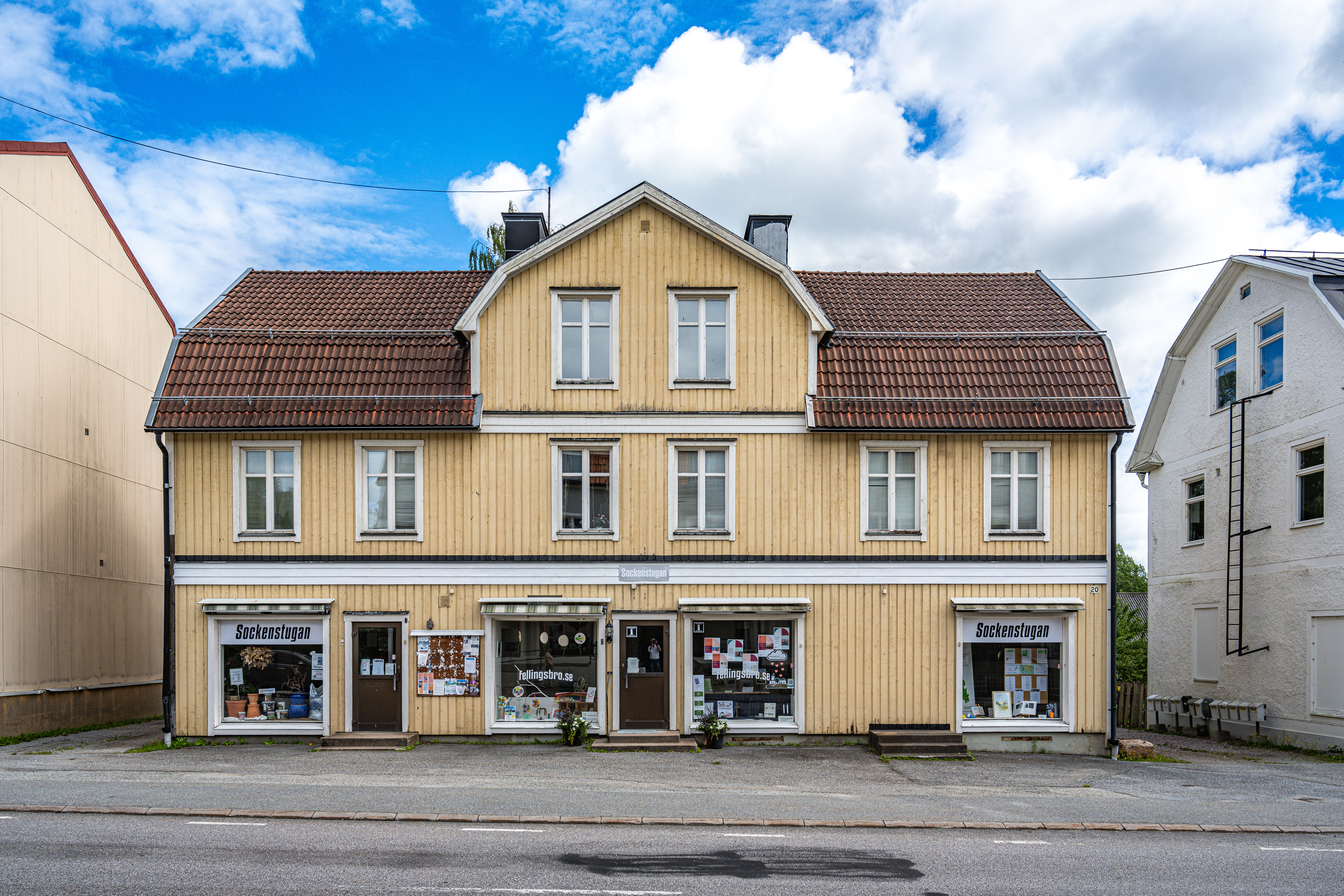
Sockenstugan.